# Völkerpsychologie
Völkerpsychologie war im 19. und frühen 20. Jahrhundert die Wissenschaft vom „Geistig-Seelischen“ im Leben der Völker, von  „Volksgeist“ und „Volksseele“.
Heutige Sozialwissenschaften gehen nicht mehr davon aus, dass „Völker“ ein einheitliches Seelenleben haben können. Mit den Fragestellungen dieses Gebiets befassen sich heute aus unterschiedlichen Sichtweisen und mit einem deutlich anderen Verständnis des Sozialen die Ethnologie (Völkerkunde), die Wissenschaftsgeschichte, die Kulturanthropologie, die Kulturpsychologie, die Sozialpsychologie und die Kultursoziologie.

## Geschichte
Der Begriff Völkerpsychologie wurde um 1800 von Wilhelm von Humboldt geprägt, der davon ausging, dass das Denken auf Sprache beruhe und sich so bei jedem Volk andere „Weltansichten“ finden. Zu den ideengeschichtlichen Vorläufern gehören auch Herder, Hegel und Herbart. Begründet wurde die empirische Völkerpsychologie dann Mitte des 19. Jahrhunderts durch den an Herbart orientierten Psychologen Moritz Lazarus (1851) und den Sprachforscher Heymann Steinthal als Herausgeber der neuen Zeitschrift für Völkerpsychologie und Sprachwissenschaft im Jahr 1860. Grundlegend für ihre Konzeption war die Annahme übereinstimmender und geschichtlich herausgebildeter Wertvorstellungen („Volksgeist“). Zu erwähnen ist auch Theodor Waitz, der von 1859 an eine Reihe von Werken über die Anthropologie der Naturvölker, unter anderen über die Völker der Südsee, publizierte. Durch Feldforschung in verschiedenen Ethnien wurde eine Grundlage geschaffen, die Lazarus und Steinthal in dieser Art fehlte.
Wilhelm Wundt setzte sich kritisch mit den – seines Erachtens – noch ungeordneten Absichten von Lazarus und Steinthal auseinander, engte in seinem Aufsatz Über Ziele und Wege der Völkerpsychologie (1888) die Fragestellungen ein und gab diesen eine psychologisch gegliederte Struktur.  Die zehnbändige Völkerpsychologie. Eine Untersuchung der Entwicklungsgesetze von Sprache, Mythus und Sitte (1900–1920) umfasst auch die Gebiete Kunst, Gesellschaft, Recht, Kultur und Geschichte, und sie ist ein Monument der Kulturpsychologie zu Beginn des 20. Jahrhunderts. Das kulturpsychologische Wissen der Zeit wird zusammengefasst und theoretisch strukturiert. Der geistig-kulturelle Prozess wird nach einem System psychologischer und erkenntnistheoretischer Prinzipien analysiert. Wundt hebt ungefähr 20 fundamentale Motive der kulturellen Entwicklung hervor. Beispiele sind: Lebensfürsorge und Arbeitsteilung, Jungenpflege und Gemeinschaft, Selbsterziehungsmotiv, Herstellungs- und Nachahmungsmotiv, Beseelung und magisches Motiv, Rettungs- und Erlösungsmotiv, Spieltrieb und Schmuckmotiv, und Werte wie Freiheit und Gerechtigkeit.

## Wirkung
Die Rezeption von Wundts Werk wurde nicht nur durch den ungewöhnlichen Umfang und das psychologische und methodische Anspruchsniveau beeinträchtigt, sondern durch die unglückliche Wahl des Titels „Völkerpsychologie“. Wundt befasste sich kaum mit den Themen der Völkerkunde (Ethnologie), sondern folgte seiner Leitidee, eine psychologische Entwicklungstheorie des Geistes auf möglichst breiter empirischer Basis zu erarbeiten und dabei auch die kulturelle Entwicklung der Ethik zu untersuchen.
Wichtige frühe Theoretiker der Soziologie befassten sich mit der Völkerpsychologie, unter anderen Max Weber, Émile Durkheim und Georg Simmel, dessen akademischer Lehrer Moritz Lazarus war. In der Literatur werden mehrere Wissenschaftler genannt, die in Leipzig bei Wundt waren oder dessen Einfluss erkennen lassen:
der Philosoph George Herbert Mead, der Anthropologe Franz Boas, der Historiker Karl Lamprecht, der Psychologe Lew Semjonowitsch Wygotski, der Neurologe Wladimir Michailowitsch Bechterew, der Sozialanthropologe Bronisław Malinowski, der Ethnologe Edward Sapir, der Soziologe William Isaac Thomas, der Sprachwissenschaftler Benjamin Whorf.
Wundts umfassendes System der Kulturpsychologie („Völkerpsychologie“) wurde jedoch durch keinen dieser Autoren konstruktiv weitergeführt, auch nicht durch Wundts Doktoranden Willy Hellpach. Die Völkerpsychologie wird gelegentlich als einer der Vorläufer der Sozialpsychologie angesehen, obwohl sich die völkerpsychologischen Untersuchungen ganz überwiegend mit den Zeugnissen von früheren Kulturen befassten und erst allmählich durch die Feldforschung, insbesondere in der Kulturanthropologie, eine breitere Grundlage erhielten.

## Texte der Völkerpsychologie
- Christa M. Schneider (Hrsg.): Wilhelm Wundts Völkerpsychologie. Entstehung und Entwicklung eines in Vergessenheit geratenen, wissenschaftshistorisch relevanten Fachgebietes. Bouvier, Bonn 1990, ISBN 3-416-02232-7 (mit sämtlichen Veröffentlichungen Wilhelm Wundts, Veröffentlichungen anderer Autoren zum Thema der Völkerpsychologie bis 1871, nach 1871 und nach 1900).
- Christa M. Schneider (Hrsg.): Wilhelm Wundt – Völkerpsychologie. Ein Reader. V&R unipress, Göttingen 2008, ISBN 978-3-89971-500-2.
- Georg Eckardt (Hrsg.): Völkerpsychologie. Versuch einer Neuentdeckung. Beltz, Weinheim 1997, ISBN 3-621-27359-X (mit Beiträgen aus dem 19. Jahrhundert von Moritz Lazarus, Heymann Steinthal und Wilhelm Wundt).
- Willy Hellpach: Einführung in die Völkerpsychologie. 3. Auflage. Enke, Stuttgart 1954.
- Moritz Lazarus: Über Begriff und Möglichkeiten einer Völkerpsychologie. 1851. In: Klaus Christian Köhnke (Hrsg.): Moritz Lazarus. Grundzüge der Völkerpsychologie und Kulturwissenschaft. Meiner, Hamburg 2003, ISBN 3-621-27359-X, S. 112–126.
- Klaus Stierstorfer, Laurent Volkmann (Hrsg.): Kulturwissenschaft interdisziplinär. Narr, Tübingen 2005, ISBN 3-8233-6124-4.
- Wilhelm Wundt: Über Ziele und Wege der Völkerpsychologie. In: Philosophische Studien. Band 4, 1888, S. 1–27.
- Wilhelm Wundt: Völkerpsychologie. Eine Untersuchung der Entwicklungsgesetze von Sprache, Mythos und Sitte. 10 Bände. Engelmann, Leipzig 1900–1920.
- Wilhelm Wundt: Elemente der Völkerpsychologie. Grundlinien einer psychologischen Entwicklungsgeschichte der Menschheit. Kröner, Leipzig 1912.